# Stenele obsoleta
Stenele obsoleta är en fjärilsart som beskrevs av W. Warren 1894. Stenele obsoleta ingår i släktet Stenele och familjen mätare. Inga underarter finns listade i Catalogue of Life.